# Lista do Patrimônio Mundial no Caribe
A Organização das Nações Unidas para a Educação, a Ciência e a Cultura (UNESCO) propôs um plano de proteção aos bens culturais do mundo, através do Comité sobre a Proteção do Património Mundial Cultural e Natural, aprovado em 1972. Esta é uma lista do Patrimônio Mundial existente no Caribe, especificamente classificada pela UNESCO e elaborada de acordo com dez principais critérios cujos pontos são julgados por especialistas na área. O Caribe, uma região de grande relevância na história da colonização do continente americano e berço de diversas civilizações pré-colombianas que deixaram um rico legado cultural, é uma das sub-regiões classificadas pela UNESCO, sendo parte integrante da região América Latina e Caribe.
A sub-região do Caribe é composta pelos Estados-membros: Antígua e Barbuda, Barbados, Cuba, Dominica, Haiti, Jamaica, República Dominicana, Santa Lúcia e São Cristóvão e Névis. No entanto, a região abriga ainda entre seus sítios duas dependências de países de outros continentes: Porto Rico, um território não incorporado dos Estados Unidos (que tem seu único sítio listado conjuntamente com os demais sítios dos Estados Unidos Continentais) e Curaçao, um país constituinte do Reino dos Países Baixos (e que também tem seus sítios listados como pertencentes aos Países Baixos). 
O Haiti foi o primeiro país da região a ratificar a Convenção do Patrimônio Mundial em 18 de janeiro de 1980, tornando seus sítios elegíveis para a lista; sendo seguido por Cuba (em 24 de março de 1981), Jamaica (em 14 de junho de 1983), República Dominicana (em 12 de fevereiro de 1985), São Cristóvão e Névis (em 10 de julho de 1986), Santa Lúcia (em 14 de outubro de 1991) e Dominica (em 4 de abril de 1995). O país da região mais recente a ratificar a Convenção do Patrimônio Mundial foi Barbados, em 9 de abril de 2002.

## Sítios do Patrimônio Mundial
A região do Caribe possui atualmente com os seguintes lugares declarados como Patrimônio da Humanidade pela UNESCO:
| Sítio                                                                     | Imagem                           | País                  | Localização                                                | Critério                    | Ano  | Descrição | Ref.   |
| ------------------------------------------------------------------------- | -------------------------------- | --------------------- | ---------------------------------------------------------- | --------------------------- | ---- | --- | ------ |
| Parque Nacional Alejandro de Humboldt                                     |                                  | Cuba                  | Holguín / Guantánamo 20° 27′ N, 75° 00′ O                  | Natural: (ix), (x)          | 2001 | O parque exibe uma grande variedade de tipos de geologia. Ele contém muitas espécies biológicas, incluindo 16 das 28 espécies de plantas endêmicas de Cuba, bem como espécies animais como o solenodonte cubano ameaçado de extinção. | [ 12 ] |
| Docas Navais de Antigua e locais arqueológicos relacionados               |                                  | Antígua e Barbuda     | Saint Paul 17° 00′ 30″ N, 61° 45′ 52″ O                    | Cultural: (ii), (iv)        | 2016 | O sítio consiste em um grupo de edifícios e estruturas navais de estilo georgiano, situados dentro de um recinto murado. O ambiente natural deste lado da ilha de Antígua, com suas baías profundas e estreitas cercadas por terras altas, oferecia abrigo contra furacões e era ideal para consertar navios. A construção do estaleiro pela marinha britânica não teria sido possível sem o trabalho de gerações de africanos escravizados desde o final do século XVIII. Seu objetivo era proteger os interesses dos plantadores de cana-de-açúcar em um momento em que as potências europeias competiam pelo controle do Caribe Oriental. | [ 13 ] |
| Paisagem Arqueológica das Primeiras Plantações de Café do Sudeste de Cuba |                                  | Cuba                  | Santiago de Cuba / Guantánamo 20° 00′ 21″ N, 75° 37′ 04″ O | Cultural: (iii), (iv)       | 2000 | Durante o século XIX e início do século XX, o leste de Cuba estava envolvido principalmente com o cultivo de coffea. Os remanescentes das plantações mostram as técnicas utilizadas no terreno difícil, bem como a importância econômica e social do sistema de plantações em Cuba e no Caribe. | [ 14 ] |
| Montanhas Azuis e John Crow                                               |                                  | Jamaica               | Saint Thomas / Portland 18° 04′ 39″ N, 76° 34′ 16″ O       | Misto: (iii), (vi), (x)     | 2015 | O parque cobre cerca de 4,5% da Jamaica. | [ 15 ] |
| Parque Nacional da Fortaleza de Brimstone Hill                            |                                  | São Cristóvão e Neves | Saint Thomas Middle Island 17° 20′ 49″ N, 62° 50′ 14″ O    | Cultural: (iii), (iv)       | 1999 | Construída durante os séculos XVII e XVIII por escravos africanos em um período de expansão colonial europeia, a fortaleza é um exemplo excepcionalmente bem preservado da arquitetura militar britânica no Caribe. | [ 16 ] |
| Cidade Colonial de São Domingos                                           |                                  | República Dominicana  | Distrito Nacional, 18° 29′ 00″ N, 69° 55′ 00″ O            | Cultural: (ii), (iv), (vi)  | 1990 | Santo Domingo foi fundada em 1498 logo após a chegada de Cristóvão Colombo à ilha e teve a primeira catedral, hospital, alfândega e universidade construídas no Novo Mundo. Seu traçado urbano de em padrão de grade tornou-se o modelo para outras cidades coloniais nas Américas. | [ 17 ] |
| Parque Nacional Desembarco del Granma                                     | Tourists at a tropical waterfall | Cuba                  | Granma, 19° 53′ N, 77° 38′ O                               | Natural: (vii), (viii)      | 1999 | O parque apresenta uma topografia cárstica única com recursos como terraços, falésias e cachoeiras. | [ 18 ] |
| Zona Histórica de Willemstad, Cidade Antiga e Porto, Antilhas Holandesas  |                                  | Países Baixos         | Curaçau 12° 06′ 07″ N, 68° 54′ 08″ O                       | Cultural: (ii), (iv), (v)   | 1997 | A arquitetura de Willemstad, aldeia comercial holandesa do século XVII, combina estilos da Holanda com cidades coloniais espanholas e portuguesas. | [ 19 ] |
| Centro Histórico de Bridgetown e a Guarnição Militar                      |                                  | Barbados              | Saint Michael 13° 05′ 48″ N, 59° 36′ 50″ O                 | Cultural: (ii), (iii), (iv) | 2011 | Bridgetown é um excelente exemplo de uma cidade colonial britânica construída entre os séculos XVII e XIX. Ao contrário das cidades holandesas e espanholas da região, a cidade não está disposta em um plano de grade, mas segue um desenho urbano sinuoso. | [ 20 ] |
| Centro Histórico de Camagüey                                              |                                  | Cuba                  | Camagüey, 21° 22′ 43″ N, 77° 55′ 07″ O                     | Cultural: (iv), (v)         | 2008 | Camagüey está entre as sete primeiras cidades fundadas pelos espanhóis em Cuba, colonizadas pela primeira vez em 1528. A organização irregular da cidade é distinta da construção típica e ordenada da maioria dos outros assentamentos espanhóis. Este estilo labiríntico foi influenciado por ideias europeias medievais e métodos tradicionais de construção dos primeiros pedreiros imigrantes e trabalhadores da construção civil. | [ 21 ] |
| Fortaleza e Sítio Histórico de San Juan em Porto Rico                     |                                  | Estados Unidos        | Porto Rico · 18° 28′ 00″ N, 66° 07′ 30″ O                  | Cultural: (vi)              | 1983 | Uma série de estruturas defensivas construídas entre os séculos XVI e XX em um ponto estratégico do Mar do Caribe para proteger a cidade e a Baía de San Juan. Eles representam uma bela mostra da arquitetura militar europeia adaptada aos locais portuários do continente americano. | [ 22 ] |
| Parque Nacional de Morne Trois Pitons                                     |                                  | Dominica              | Saint George 15° 16′ N, 61° 17′ O                          | Natural: (viii), (x)        | 1997 | | [ 23 ] |
| Parque Nacional Histórico - Cidadela, Sans-Souci, Ramiers                 |                                  | Haiti                 | Norte 19° 34′ 25″ N, 72° 14′ 39″ O                         | Cultural: (iv), (vi)        | 1982 | O Palácio de Sans-Souci foi a residência real construída pelo rei Henrique I. Foi o mais importante dos nove palácios construídos pelo rei, juntamente com quinze castelos, numerosos fortes e extensas casas de veraneio em suas vinte plantações. A Citadelle Laferrière é uma grande fortaleza montanhosa no norte do Haiti, sendo a maior fortaleza nas Américas. | [ 24 ] |
| Cidade antiga de Havana e suas fortificações                              |                                  | Cuba                  | Cidade de Havana 23° 08′ 00″ N, 82° 21′ 00″ O              | Cultural: (iv), (v)         | 1982 | Havana foi fundada em 1519 por colonos espanhóis, crescendo para se tornar um dos principais centros de construção naval do Caribe no século XVII. A cidade antiga foi construída nos estilos Barroco e neoclássico. Os marcos históricos em Havana Velha incluem La Cabaña, a Catedral de Havana e o Grande Teatro de Havana. | [ 25 ] |
| Área de Gestão Ambiental dos Pitons                                       |                                  | Santa Lúcia           | Soufrière 13° 48′ 26″ N, 61° 04′ 13″ O                     | Natural: (vii), (viii)      | 2004 | | [ 26 ] |
| Castelo de San Pedro de la Roca                                           |                                  | Cuba                  | Santiago de Cuba 19° 58′ 00″ N, 75° 52′ 15″ O              | Cultural: (iv), (v)         | 1997 | O grande forte foi construído para defender o importante porto de Santiago de Cuba. O projeto da fortificação foi baseado na arquitetura renascentista. O complexo de mezaninos, bastiões e baterias é uma das fortificações de defesa hispano-americanas mais completas e bem conservadas. | [ 27 ] |
| Trinidad e Vale de los Ingenios                                           |                                  | Cuba                  | Sancti Spíritus 21° 48′ 11″ N, 79° 59′ 04″ O               | Cultural: (iv), (v)         | 1988 | A cidade de Trinidad foi fundada no início do século XVI. Em 1518, Hernán Cortés começou sua expedição para conquistar o México a partir do porto de Trinidad. A cidade prosperou durante todo o período colonial em grande parte devido ao sucesso da indústria açucareira local. O adjacente Vale de los Ingenios foi a origem da indústria açucareira cubana, que surgiu no século XVIII, sendo o lar de inúmeras usinas de cana-de-açúcar, além de fazendas de gado e plantações de tabaco. | [ 28 ] |
| Centro Histórico Urbano de Cienfuegos                                     |                                  | Cuba                  | Cienfuegos 22° 08′ 50″ N, 80° 27′ 10″ O                    | Cultural: (ii), (v)         | 2005 | Cienfuegos foi fundada em 1819 como colônia espanhola, embora seus primeiros habitantes fossem imigrantes franceses. Tornou-se um centro de comércio de cana-de-açúcar, tabaco e café devido à sua localização na Baía de Cienfuegos. Por causa de seu estabelecimento no período colonial posterior, a arquitetura tem influências mais modernas: incluindo ideias modernas de planejamento urbano. | [ 29 ] |
| Vale de Viñales                                                           |                                  | Cuba                  | Pinar del Río 22° 37′ N, 83° 43′ O                         | Cultural: (iv)              | 1999 | A aldeia de Viñales foi fundada em 1875 após a expansão da cultura do tabaco no vale circundante. O Vale apresenta uma topografia cárstica, arquitetura vernacular e métodos de cultivo tradicionais. O vale também foi o local de vários compromissos militares na Guerra de Independência Cubana e na Revolução Cubana. | [ 30 ] |

## Lista indicativa
Além dos sítios inscritos na Lista de Patrimônio Mundial, os Estados-membros podem manter uma lista de sítios que pretendem nomear para a Lista de Patrimônio Mundial, sendo somente aceitas candidaturas de locais que já constarem desta lista. Atualmente, a região do Caribe possui coletivamente 4 locais na Lista Indicativa de seus respectivos países.
| “ | A cidade colonial de Jacmel foi fundada em 1698 sobre as ruínas de uma antiga vila pré-colombiana. (UNESCO/BPI) | ” |

| “ | O depósito de Banwari Trace se localiza no limite sul do Lago Oropuche, no sudoeste de Trinidad, logo a oeste do Rio Coora. O sítio ocupa o topo da planície Miocene, originalmente coberta com resíduos de uma floresta sazonal que cresce sobre o pântano. Todos os locais arcaicos nas Atilhas Pequenas e Porto Rico, incluindo, Banwari Trace, pertencem à Série Ortoróide. (UNESCO/BPI) | ” |

| “ | O Pitch Lake se situa no sudoeste de Tinindad, na vila de La Brea. O lago possui aproximadamente 100 acres (41 hectares) e estima-se que tenha 76 metros de profundidade em seu centro. O lago abriga 10 milhões de toneladas de asfalto. Está localizado a 1200 jardas da costa, numa depressão imediatamente ao sul de uma montanha de 140 pés de altitude. (UNESCO/BPI) | ” |

| “ | Tobago é a menor ilha, relativamente a noroeste do arquipélago, com uma área de cerca de 316 km². O Main Ridge é literalmente o limite da ilha, abrangendo 3.958 hectares de floresta tropical. (UNESCO/BPI) | ” |